# Paralaxita damajanti
Paralaxita damajanti, o arlequim malaio vermelho, é uma espécie indo-malaia de borboleta da família Riodinidae. Ela foi descrita por Caetano Felder e Rudolf Felder, em 1860.

## Subespécies
- P. d. damajanti (Malásia, Bornéu, Sumatra)
- P. d. lola (de Nicéville, 1894) (Bornéu)
- P. d. batuensis (Talbot, 1932)) (Ilhas Batu)
- P. d. cyme (Fruhstorfer, 1914) (de Bornéu até Sintang)
- P. d. lasica (Fruhstorfer, 1914) (Bangka)
- P. d. hewitsoni (Röber, 1895) (sul de Bornéu)